# Будинок Новгород-Сіверської земської управи
Земство або Будинок Новгород-Сіверської земської управи — пам'ятка архітектури місцевого значення в Новгород-Сіверському Чернігівської області. Зараз у будівлі розміщується Новгород-Сіверська міська територіальна громада — раніше Новгород-Сіверська міська рада.

## Історія
Рішенням виконкому Чернігівської обласної ради народних депутатів від 26.06.1989 року № 130 надано статус пам'ятник архітектури місцевого значення з охоронним № 64-Чг під назвою Земство . Встановлено інформаційну дошку.

## Опис
Будинок Новгород-Сіверської земської управи є характерним прикладом провінційної неокласицистичної архітектури України кінця 19 століття. Разом з іншими будинками утворює архітектурний ансамбль площі Князя Ігоря (за часів СРСР — площі Леніна).
Будинок для Новгород-Сіверської земської управи побудований наприкінці 19 століття на розі сучасних Губернських (колишня К. Маркса) та Князя Ігоря (Леніна). Кам'яний, симетричний, двоповерховий будинок на підвалі. Головний фасад акцентований кутовими ризалітами, які завершуються трикутними фронтонами . Через розташування на розі сучасних вулиць Губернської (Карла Маркса) та Князя Ігоря (Леніна), будівля займає простір кута вулиць і повторює їхню траєкторію — два ризаліти короткими флігелями з боку дворового фасаду розходяться вздовж вулиць. Фасад оперізується міжповерховим (тягою) і вінчає карнизами, перший поверх прикрашений рустикою, другий поверх — пілястрами, а його центральна частина з наличниками та карнизами.